# 黃銳
黃銳（？—？），字景怀，福建福州永福县人，明朝政治人物、進士出身。

## 生平
永乐元年，福建癸未乡试中舉。永樂二年（1404年），登甲申科進士，任萍乡知县。